# 1979 (sång)
"1979" är en låt av det amerikanska rockbandet The Smashing Pumpkins, skriven av sångaren och gitarristen Billy Corgan. Låten utgavs som andra singel från dubbelalbumet Mellon Collie and the Infinite Sadness den 23 januari 1996. Låten domineras av loopar och samplingar, något som tidigare varit okaraktäristiskt för gruppen.

## Musikvideo
En musikvideo gjordes till låten av Jonathan Dayton och Valerie Faris. Videon visar en dag för några ungdomar från förorten. Alla bandmedlemmar utom Corgan hade små biroller i musikvideon; James Iha arbetar på en mack som är med i videon; D'arcy Wretzky spelar en upprörd granne som pratar i telefon då ungdomarna är på en fest (där bandet spelar); Jimmy Chamberlin och bandets manager är två poliser.

## Låtlista
1. "1979" (Billy Corgan) – 4:28
2. "Ugly" (Billy Corgan) – 2:52
3. "The Boy" (James Iha) – 3:04
4. "Cherry" (Billy Corgan) – 4:02
5. "Believe" (James Iha) – 3:15
6. "Set the Ray to Jerry" (Billy Corgan) – 4:10

## Medverkande
- Billy Corgan – sång, gitarr
- James Iha – gitarr
- D'arcy Wretzky – bas
- Jimmy Chamberlin – trummor